# Knud Friis Johansen
Knud Friis Johansen (født 1. november 1887 i Fredericia, død 17. juni 1971 i Hillerød) var en dansk arkæolog.
Friis Johansen var søn af inspektør ved den kgl. døvstummeskole Chr. Johansen (død 1940) og hustru Vilhelmine, født Friis (død 1930). Han blev student fra Fredericia Gymnasium 1904 og cand.mag. 1911. Friis Johansen var ansat på Nationalmuseet i tidsrummet 1911-1926; fra 1911 som underinspektør og fra 1922 som inspektør og leder af Antiksamlingen, hvor han arbejdede såvel inden for den klassiske som den forhistoriske arkæologi. Sammen med Christian Blinkenberg publicerede han Antiksamlingens vaser, og i 1923 publicerede han Hobyfundet.
Fra 1926 til 1956 var Johansen professor i klassisk arkæologi ved Københavns Universitet. Hans disputats, Sikyoniske Vaser (1918), var banebrydende for udforskningen af de tidlige korinthiske vaser.
Han var universitetets prorektor 1946-47, Honorary Member of The Society of Antiquaries, London, og af Hellenic Society, London; medlem af Det Kongelige Danske Videnskabernes Selskab, af Finska Vetenskaps-Societeten, Helsingfors og af Vetenskaps-Societeten, Lund; medlem af redaktionen for Acta Arehæologiea, af direktionen for Ny Carlsbergfondet 1938-31. oktober 1957, af bestyrelsen for Ny Carlsberg Glyptotek (formand 1946) og af bestyrelsen for Rask-Ørsted Fondet.
Han var Kommandør af Dannebrogordenen og Dannebrogsmand.
Han blev gift 21. maj 1926 med mag.art. Charlotte Friis Johansen (født 5. februar 1892 i Grundfør), datter af sognepræst Holger Brøndsted (død 1916). Han var far til de to klassiske filologer Holger Friis Johansen (1927-1996) og Karsten Friis Johansen (1930-2010).